# Mycomya anneliae
Mycomya anneliae är en tvåvingeart som beskrevs av Vaisanen 1996. Mycomya anneliae ingår i släktet Mycomya och familjen svampmyggor.
Artens utbredningsområde är Nepal. Inga underarter finns listade i Catalogue of Life.